# Diritto di successione
Il diritto di successione indica l'istituto della successione a causa di morte in Italia.

## Il diritto successorio
Il diritto successorio è rappresentato dalla normativa che regolamenta tutto ciò che concerne le vicende dei beni, crediti e debiti, ed in generale dei diritti, alla morte di una persona.
È possibile che il defunto lasci un testamento o che decida di non disporre di esso, lasciando tutta la regolamentazione della successione dei predetti beni alla legge.
Da questa situazione derivano, quindi, due tipi di successione:
- La successione testamentaria che è quella in cui il defunto ha lasciato delle disposizioni precise come sua ultima volontà, un esempio di esse è il Testamento.
- La successione legale è la procedura che regolamenta le conseguenze giuridiche di un decesso, in assenza di disposizioni testamentarie.

## Successione legale
Avviene quando il defunto non ha lasciato disposizioni testamentarie e quindi è necessario esaminare quali sono le persone da considerare potenzialmente eredi del defunto e in caso concreto esaminare la quantità di eredità lasciata ad essi.
Le regole fondamentali affinché avvenga questo tipo di successione sono:
- Ereditano solamente i parenti
- Ereditano in primis i parenti più vicini ed in seguito gli altri
- Nel caso in cui l'eredità sia stata devoluta ad eredi più lontani, la stessa spetta prima di tutto ai capostipiti
- I figli premorti sono rappresentati dai discendenti
- I discendenti ereditano in parti uguali
- I genitori ereditano metà ciascuno
- Per il coniuge superstite vale sempre una regolamentazione particolare, ovvero eredita sempre una parte della totale eredità.
- È necessario essere degni di successione e che non esista un valido motivo di diseredazione.

Secondo queste regole, ereditano prima i parenti più vicini ed in seguito, in assenza di essi, quelli che gradualmente sono più lontani.

## Successione testamentaria
Essa esiste quando il defunto ha lasciato delle disposizioni di ultima volontà, ossia un testamento e quindi ha deciso già come vuole che sia divisa la sua eredità e, se lo desidera, indica agli eredi delle disposizioni funerarie e essi devono rispettarle. Questo testamento può essere revocato o modificato a seconda delle volontà del testatore.

## Testamento
Il testamento può essere redatto validamente se il testatore adempie a queste regole fondamentali:
- aver compiuto 18 anni di età
- essere capaci di intendere e di volere

Il testamento a sua volta si differenzia in tre tipologie:
- Testamento olografo
- Testamento pubblico
- Testamento orale

## I termini di legge
Nell'ambito giuridico sono molto importanti i “termini” ossia i tempi in cui i propri diritti devono essere esercitati, passato questo termine i diritti saranno prescritti.
Dal punto di vista del diritto successorio i termini più importanti sono:
- Per rinunciare all'eredità: 3 mesi
- Per chiedere il beneficio d'inventario: 1 mese
- Per chiedere la liquidazione: 3 mesi
- Per contestare un testamento: 1 anno
- Per contestare un testamento che lede la legittima: 1 anno
- Per rivendicare un bene in possesso di un terzo: 1 anno

Questi termini iniziano a decorrere in momenti differenti che possono essere la morte del defunto, la conoscenza della morte del defunto, la comunicazione delle disposizioni di ultima volontà. Se non si considerano i “termini” prescritti dalla legge non si possono più esercitare i propri diritti.